# Ferdinando Targetti (1945-2011)
Ferdinando Targetti (Moltrasio, 1º luglio 1945 – Milano, 10 luglio 2011) è stato un economista e politico italiano.

## Biografia
Figlio di Lodovico Targetti e Annita Cattania, nonché nipote degli industriali Raimondo Targetti e Ugo Cattania, si è laureato in Economia presso la Bocconi nel 1970, e ha studiato anche presso la London School of Economics e l'Università di Cambridge. Dal 1974 è stato docente presso l'Università degli Studi di Trento.
Dal 1996 al 2001 è stato deputato della XIII legislatura per l'Ulivo (DS).
È stato consigliere d'amministrazione in società pubbliche e in istituti bancari.
È morto il 10 luglio 2011 all'età di 66 anni a causa di un tumore.

## Libri
- Valore e accumulazione, Etas Libri, Milano, 1978.
- L'intervento dello Stato per le maggiori scuole di pensiero economico, Unicopli-Universitaria, Milano, 1979.
- Nicholas Kaldor, Economia e politica di un capitalismo in mutamento, Mulino, Bologna, 1988.
- Nicholas Kaldor; the Economics and Politics of Capitalism as a Dynamic System, Oxford University Press, Oxford, 1992
- Le conseguenze economiche del governo Berlusconi. Nuova editrice editoriale, Milano 2003 (raccolta di 38 articoli da maggio 2001 a dicembre 2002).
- Le sfide della globalizzazione. Storia, politica e istituzioni. (con Andrea Fracasso), Francesco Brioschi Editore, Milano, 2008.